# SŽD-Baureihe ТЭМ3
Die Lokomotive der Baureihe ТЭМ3 (deutsche Transkription TEM3) der Sowjetischen Eisenbahnen (SŽD) ist eine breitspurige Diesellokomotive, die als Weiterentwicklung der SŽD-Baureihe ТЭМ2 entstand. Die Lokomotive stellt eine Sonderform dieser Reihe mit Drehgestellen ohne Drehzapfen dar. Die hauptsächlichen Ausstattungen dieser Reihe stimmen mit denen der SŽD-Baureihe ТЭМ2 überein.

## Historie
1979 wurde von der Lokomotivfabrik Brjansk diese Abart der SŽD-Baureihe ТЭМ2 geschaffen, deren hauptsächlichster Unterschied die Ausrüstung mit Drehgestellen ohne Drehzapfen war. 1980 führte das Allrussische Forschungsinstitut für Schienenverkehr eine vergleichende dynamische Prüfung von zwei Dieselloks durch; der SŽD-Baureihe ТЭМ2 mit Drehgestellen mit Drehzapfen und der ТЭМ3.001 mit drehzapfenlosen Drehgestellen. Die Drehgestelle der ТЭМ3.001 waren als Einheitsdrehgestelle für Rangierlokomotiven nach dem Muster der Lokomotivfabrik Luhansk ausgeführt. Die statische Durchbiegung der Federaufhängung der Diesellok betrug 90 mm – 100 mm. Die Prüfung zeigte, dass die Lokomotiven mit drehzapfenlosen Drehgestellen höhere dynamische Eigenschaften als die der herkömmlichen Bauweise besaßen. In den folgenden Jahren stellte die Lokomotivfabrik Brjansk eine Reihe von Lokomotiven her, die zur Betriebserprobung einige Eisenbahngesellschaften erhielten.
1986 stellte das Werk die ТЭМ3M.001 her, welche auf der internationalen Messe Eisenbahntransport 86 in der Station Schtscherbinka ausgestellt wurde. Auf dieser Reihe wurden die gleichen Drehgestelle wie bei der ТЭМ3 und die gleiche Dieselmotor-Generatoreinheit wie bei der TEM2M verwendet.

## Betrieb
Insgesamt wurden 29 Lokomotiven hergestellt. Davon waren 20 für die Staatsbahn der ehemaligen UdSSR bestimmt. Im März 2014 sind die Stationierungen folgender Lokomotiven bei den Staatsbahnen bekannt; Im Depot Dno der Oktoberbahn arbeiten die ТЭМ3. 0009, 0016 und 0017; im Depot Egorschino der Swerdlowskaja schelesnaja doroga arbeiten die ТЭМ3.0014, 0015 und 0019; im Depot Kaliningrad arbeiten die ТЭМ3.0003, 0010, 0011, 0012 und 0021; im Depot Tynda arbeiten die ТЭМ3.0022, 0023 und 0026; im Depot Chwoinaja der Oktoberbahn steht die ТЭМ3.0013 ausgemustert nach einer Havarie; und die ТЭМ3.0003 arbeitet bei einem privaten Betreiber.